# Маселко Роман Анатолійович
Ромáн Анатóлійович Масéлко (нар. 16 грудня 1979, Львів) — український юрист, адвокат, блогер, член Вищої ради правосуддя (з 15 серпня 2022 року).
Раніше — голова Ради громадського контролю НАБУ, Член Громадської ради доброчесності, член ГО ВО «Автомайдан», член Колегії Адвокатської дорадчої групи, експерт судової групи Реанімаційного пакету реформ.

## Освіта
У 2001 році закінчив юридичний факультет Львівського національного університету ім. Івана Франка за спеціальністю «Правознавство».
У 2012 році отримав свідоцтво про право на заняття адвокатською діяльністю.
У 2015 році закінчив Українську школу політичних студій.

## Діяльність
Після випуску працював юрисконсультом Львівського поштамту «Укрпошти». У 2003 році став юрисконсультом відділення «Про Кредит Банк» у Львові. За два роки — юрисконсульт юридичного управління Головного офісу цього ж банку. У лютому 2007-го призначений керівником відділу супроводження кредитних операцій юридичного управління. У 2014 р. Роман Маселко став керівником юрвідділу головного офісу «Про Кредит Банк».

#### Громадська діяльність
У часи Майдану був адвокатом на засадах рго bono (тобто безкоштовно) близько двох десятків автомайданівців, яких переслідували за поїздку до Межигір'я 29.12.2013 року. Разом з іншими юристами зібрав, систематизував та публічно надав докази масштабної фальсифікації усіх рапортів ДАІ, на підставі яких автомайданівців притягували до адміністративної відповідальності. Після закінчення Революції Гідності зосередився на дисциплінарній та кримінальній відповідальності причетних до цього працівників ДАІ та суддів.
Член (адвокат) ГО "Всеукраїнське об'єднання «Автомайдан» та ГО «Адвокатська дорадча група [Архівовано 18 грудня 2019 у Wayback Machine.]»
З 2015 року член, а з 2017-го — голова Ради громадського контролю при Національному антикорупційному бюро. Входить до складу дисциплінарної комісії НАБУ. Обрання Р. Маселка у 2016 році рік потому за позовом Алієва Ш. Н. було визнано протиправним Аналогічний позов щодо визнання протиправними результати виборів 2017 року було подано О. Шевчуком, проте на момент закінчення каденції цей позов не був розглянутий.

Член Громадської ради доброчесності. Подаючи документи до ГРД, Маселко в мотиваційному листі зазначив: 
«Я звик завжди запитувати себе — що саме я зробив, щоб зробити свою країну кращою. А ще відчуваю свій обов'язок перед полеглими на Майдані та в зоні АТО зробити усе, що б їх жертви не були марними. Саме це мотивує мене брати активну участь у процесах реформування. Саме тому я готовий, вважаю себе спроможним та достатньо компетентним для членства та роботи у Громадській раді доброчесності.»
Експерт групи судової реформи Реанімаційного пакету реформ.